# Henry Cockburn
Henry Cockburn (14 de setembre de 1921 - 2 de febrer de 2004) fou un futbolista anglès de la dècada de 1950.
Fou internacional amb la selecció d'Anglaterra amb la qual participà en la Copa del Món de futbol de 1950. Defensà els colors de Manchester United FC, Bury i Peterborough United.
Durant els anys 1960s, fou jugador de criquet a l'Ashton Cricket Club.